# Yongsan (métro de Séoul)
Ne doit pas être confondu avec Gare de Yongsan.
Yongsan (hangeul : 용산 ; hanja : 龍山) est une station de correspondance entre la ligne 1 et la ligne Gyeongui-Jungang du métro de Séoul. Elle est située, au 32 Jipyeongyeok-gil, Jipyeong-myeon, sur le territoire du district Hangpyeong, Province Gyeonggi en Corée du Sud.
Ouverte en 2017, elle est desservie par les rames omnibus et express qui circulent sur la ligne Gyeongui-Jungang. Elle est en correspondance directe avec les trains de la gare de Yongsan.

## Situation sur le réseau

Plan du réseau du métro de Séoul (2023)

Établie en surface, Yongsan, est une station de correspondance entre la ligne 1 et la ligne Gyeongui-Jungang du métro de Séoul :
sur la ligne 1, elle est située sur la section principale, entre la station Parc de Hyochang, en direction du terminus nord Yeoncheon, et la station Noryangjin, en direction du terminus ouest Incheon, ou du terminus de branche Sinchang via la station de bifurcation Guro ;
sur la ligne Gyeongui-Jungang, elle est située entre la station Yongmun, en direction du terminus nord Munsan et la station Ichon, en direction du terminus est Jipyeong.
Par ailleurs la station est intégrée dans la gare de Yongsan, desservie par plusieurs lignes ferroviaires.

## Histoire
Le service du métro débute le 30 décembre 1977 et une station dédiée au métro est construite près de la gare ferroviaire, elle est mise en service le 20 juillet 1984.
La nouvelle gare, construite sur des fonds privés, est mise en service le 28 décembre 2003, elle est conçue pour les trains et le métro.
Elle devient une station de correspondance du métro le 27 décembre 2014 lors de l'ouverture à l'exploitation de la nouvelle section entre Gongdeok et Yongsan, ce qui marque la fusion de la ligne Gyeongui avec la ligne Jungang et la création de la ligne Gyeongui-Jungang, longue de 124,5 km, du métro de Séoul.

## Services aux voyageurs

### Accès et accueil
La station est située au 55 Hangang-daero 23-gil, dans l'arrondissement Yongsan-gu. Elle dispose de trois bouches, numérotées de 1 à 3. Les accès 1 et 3 sont situés de part et d'autre du passage des voies. La station du métro utilise 7 voies et 6 quais : n°1, n°2, n°3, n°4, 5 et n°6 pour la ligne 1 et la ligne Gyeongui-Jungang, les quais sont tous équipés de portes palières.

### Desserte

#### Quais ligne 1
Yongsan ligne 1 est desservie par les rames des services omnibus et express sur les quais 3, 4, 5 et 6.

Installation ligne 1
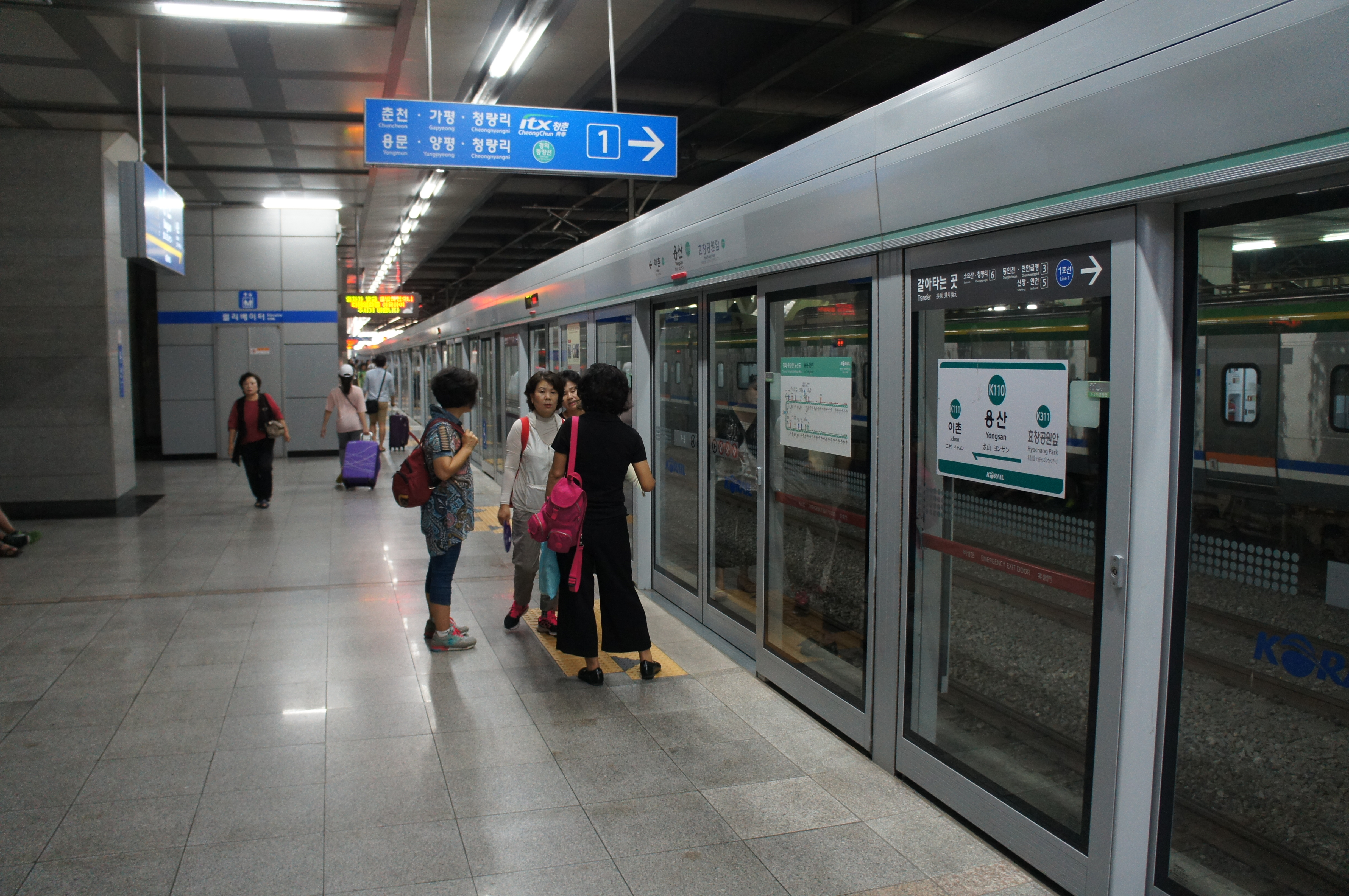
En 2016.
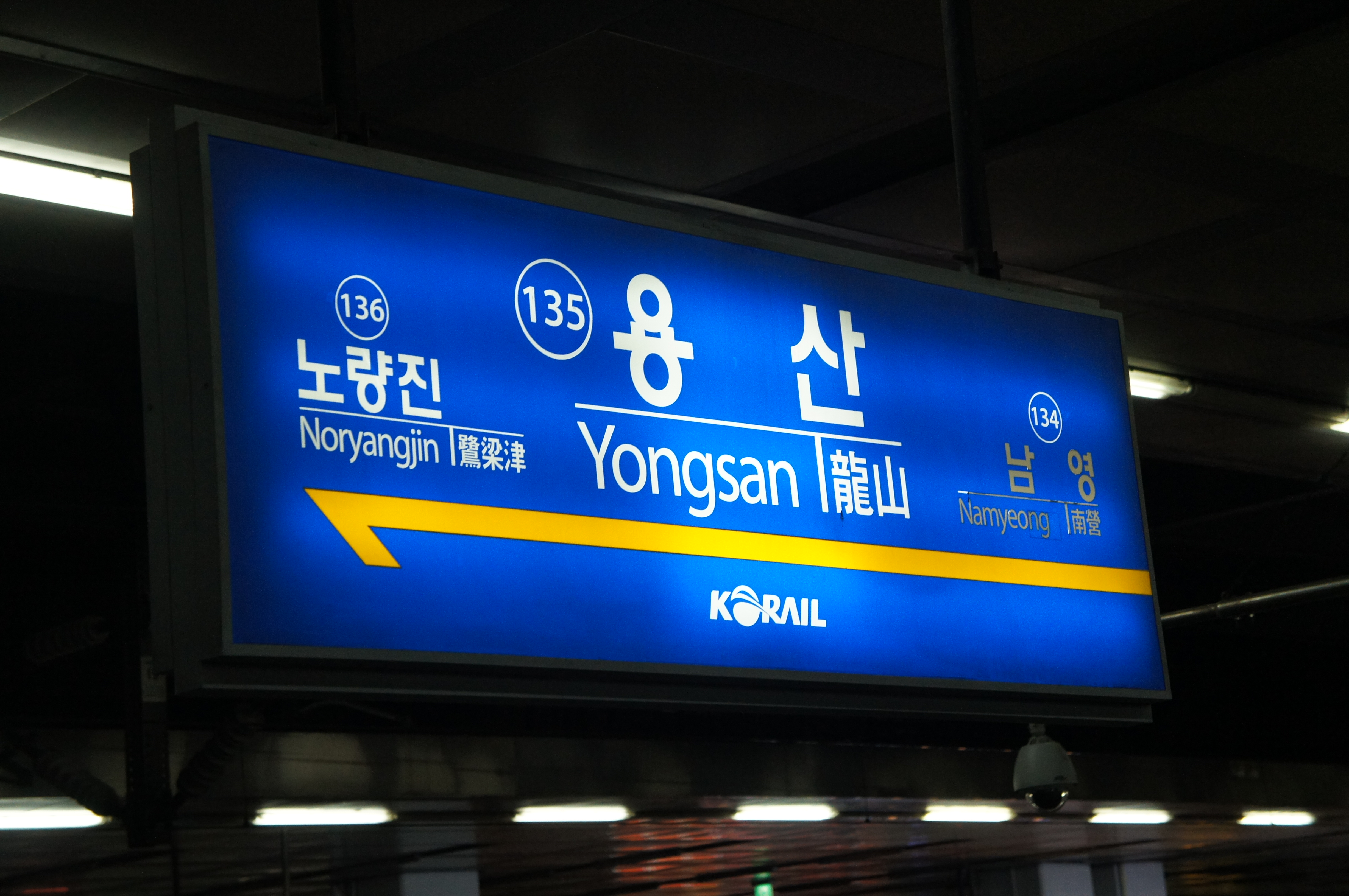
En 2014.
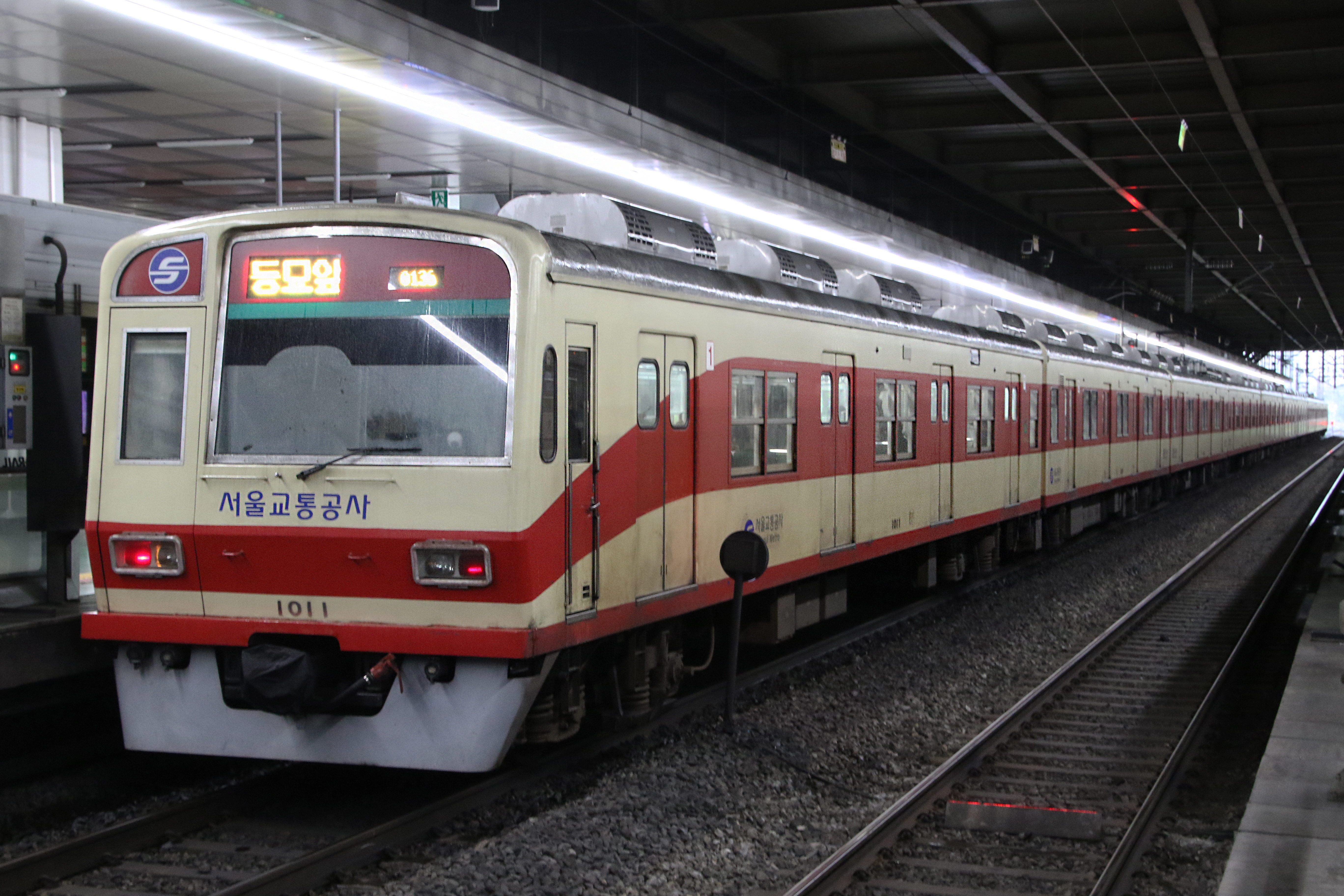
En 2023.

#### Quais ligne Gyeongui-Jungang
Yongsan ligne Gyeongui-Jungang est desservie par les rames des services omnibus et express sur les quais 1 et 2.

Installation ligne Gyeongui-Jungang
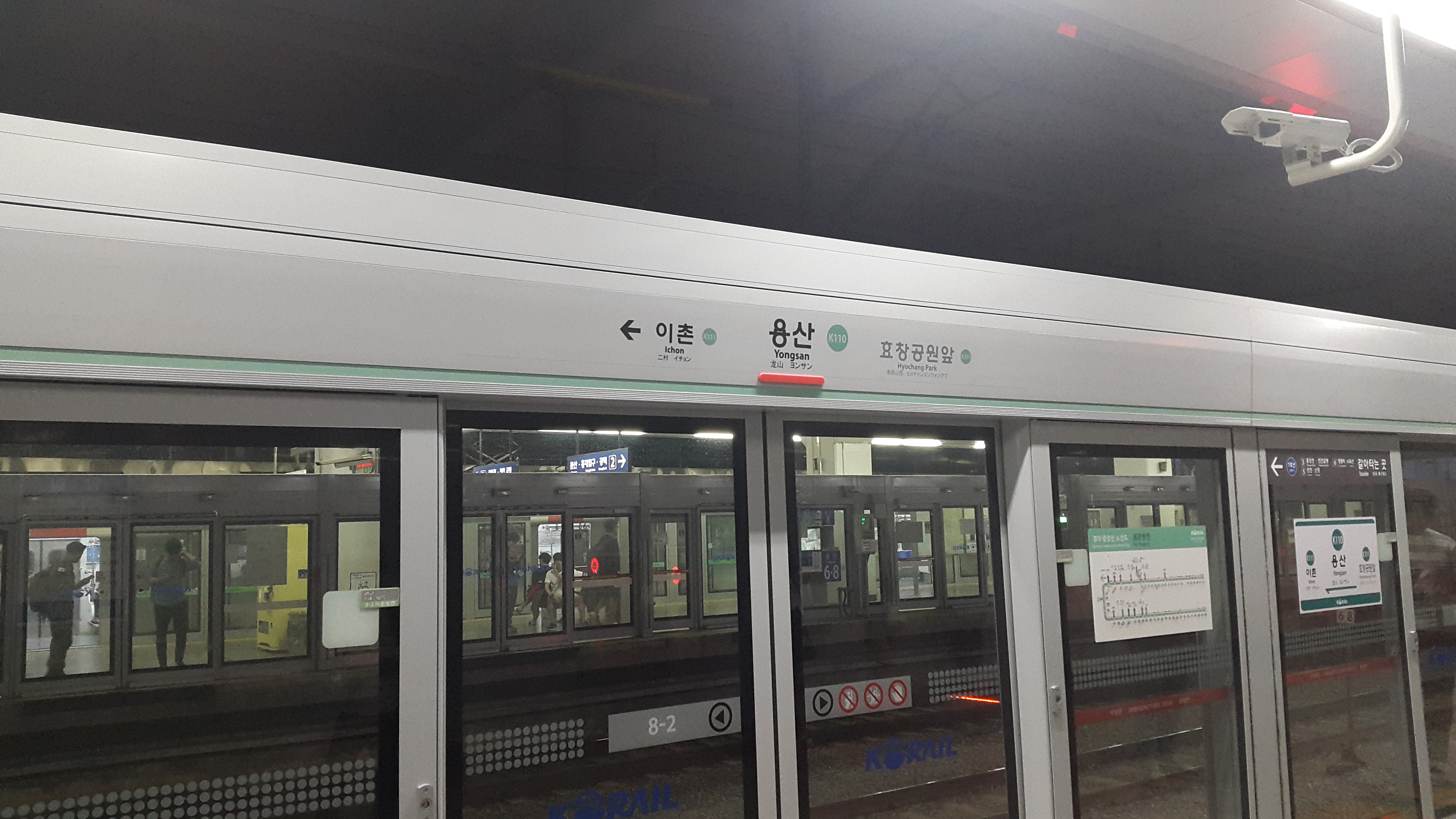
2011.
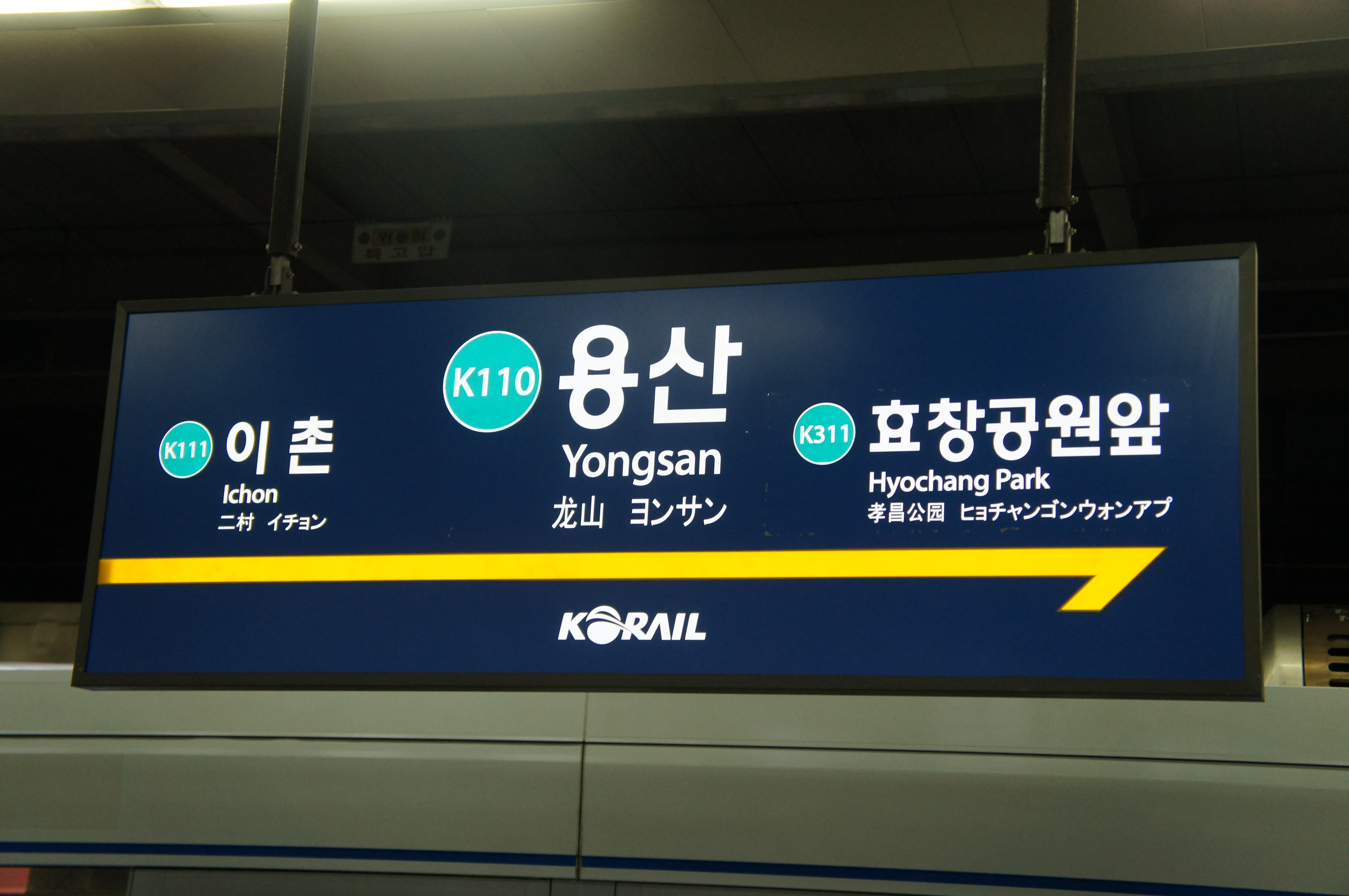
En 2016.
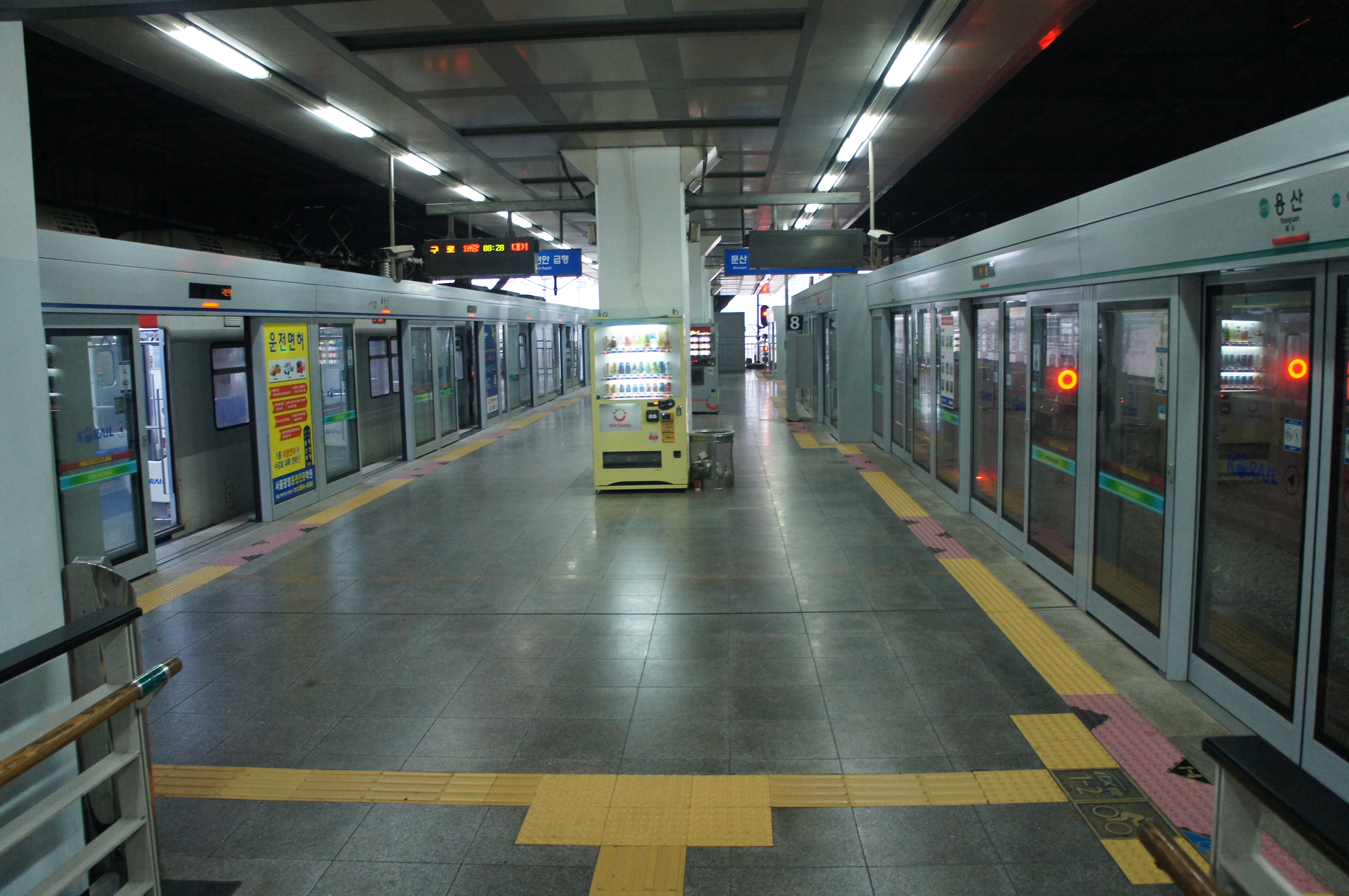
En 2014.

### Intermodalité
Elle est en correspondance directe avec la gare de Yongsan, desservie par les trains de plusieurs lignes.

## À proximité
Notamment le Musée national de Corée.